# Lukas Stylites

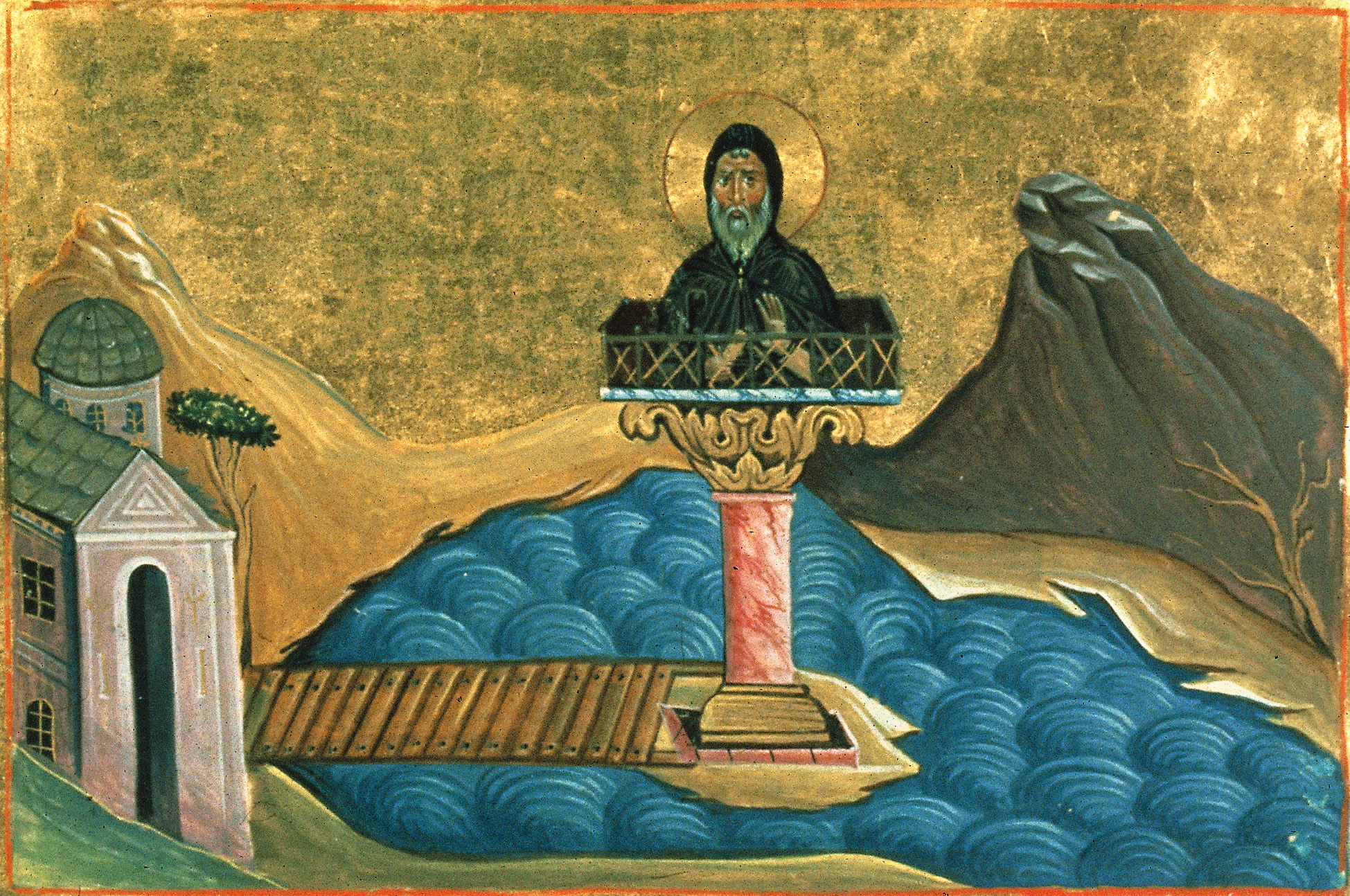
Lukas Stylites, Menologion Basileios’ II.

Lukas Stylites (* 879 in Attia, Phrygien; † 979 bei Chalkedon) war ein byzantinischer Mönch, der ein Einsiedlerleben als Stylit („Säulenheiliger“) führte. Er ist ein Heiliger der griechisch-orthodoxen Kirche. Sein Gedenktag ist der 11. Dezember.

## Leben
879 wurde Lukas in einer begüterten Familie in Phrygien geboren, wo er im Haus seines Vaters lebte.
Als Stratiot kämpfte er u. a. gegen den Einfall der Bulgaren unter Führung von Zar Simeon I. ins Byzantinische Reich.
Danach wurde er Mönch im Kloster Kyminas auf dem Berg Olympos in Bithynien. Später verließ er das Kloster, um als Eremit in der Einöde auf einer Säule zu leben. Auf Bitten des Bischofs verlegte er seinen Aufenthalt in die Nähe der Reichshauptstadt Konstantinopel, wo er vierzig Jahre lang für viele Ratsuchende zu einem spirituellen Wegweiser wurde.